# Korytarz (typografia)

Korytarz i odpowiadający mu znak korektorski

Korytarz (ang. river), kanalik, rynna – błąd typograficzny polegający na przypadkowym ułożeniu odstępów międzywyrazowych w sąsiadujących wierszach złożonego tekstu, tak że tworzą one pionowe lub ukośne korytarze.
Tego rodzaju przerwy przyciągają wzrok czytelnika, tworzą nienaturalne „pęknięcia” (prześwity) w tekście, co wpływa na płynność czytania i ogólną estetykę publikacji. Najczęściej pojawiają się w prasie, ze względu na typowe dla niej rozszerzanie odstępów między wyrazami w wąskich łamach, rzadziej zaś w książkach, gdzie wiersze mieszczą więcej tekstu.
W procesie DTP są słabo widoczne na ekranie komputera. Ich uwypukleniu służy rozmazanie tekstu lub wyświetlenie go w negatywie. Korytarze likwiduje się poprzez zmianę miejsca dzielenia wyrazów w akapicie lub jego tracking.